# Южноазиатски речни делфини
Южноазиатските речни делфини (Platanistidae) са семейство бозайници от разред Киточифтокопитни (Cetartiodactyla).
То включва един съвременен род – Platanista – с два вида, разпространени в големите реки на Южна Азия.
Таксонът е описан за пръв път от Джон Едуард Грей през 1846 година.

## Родове
Семейство Platanistidae – Южноазиатски речни делфини
- †Araeodelphis
- †Dilophodelphis
- †Ischyrorhynchus
- †Pachyacanthus
- Platanista – Южноазиатски речни делфини
- †Pomatodelphis
- †Prepomatodelphis
- †Zarhachis